# Sarcophaga rozkosnyi
Sarcophaga rozkosnyi är en tvåvingeart som beskrevs av Povolny 2001. Sarcophaga rozkosnyi ingår i släktet Sarcophaga och familjen köttflugor. Inga underarter finns listade i Catalogue of Life.